# Нура-Ишим
Нура-Ишим — канал в Казахстане, расположен на территории Целиноградского района Акмолинской области и Есильского района Астаны.
Предназначен для переброски части стока реки Нура в Ишим с целью водоснабжения Астаны технической водой и орошения прилегающих к каналу земель. Входит в число стратегических объектов.
Голова канала находится на правом берегу Нуры в 20 км от юго-западных окраин Астаны. Устье канала находится на левом берегу Ишима в южной части Астаны на западе острова Зелёный (Астана).
Проектно-изыскательские работы по каналу выполнены научно-исследовательским и проектным институтом «Гидропроект» им. С. Я. Жука. Введён в эксплуатацию в 1971 году. Канал состоит из водозаборного сооружения Преображенского гидроузла и низконапорного (без водохранилищ) самотечного канала. Протяжённость канала 24,8 км.
В 2011г. была реконструкция канала 